# Серкейра Телес, Жеферсон
Жеферсон Серкейра Телес (порт. Geferson Cerqueira Teles; род. 13 мая 1994[…], Лауру-ди-Фрейтас, Баия) — бразильский футболист, защитник.

## Биография
Жеферсон — воспитанник клуба «Интернасьонал». 23 мая 2015 года в матче против «Васко да Гама» он дебютировал в бразильской Серии А. В том же году Жеферсон выиграл Лигу Гаушу.
С 2018 года выступает за софийский ЦСКА, с которым трижды становился серебряным призёром чемпионата Болгарии (2017/18, 2018/19, 2019/20) и дошёл до финала Кубка страны (2019/20).
В 2015 году Жеферсон попал в заявку сборной Бразилии на участие в Кубке Америки в Чили. На турнире он был запасным и на поле так и не вышел.

## Достижения
Командные
«Интернасьонал»
- Лига Гаушу — 2015